# The International Golf Club
The International Golf Club, mer känd som endast The International, tidigare Runaway Brook Golf Club, är en golfklubb som ligger i Bolton, Massachusetts i USA.
Golfklubben har två golfbanor i Pines Course och Oaks Course. Pines Course har 18 hål och är 7 612 meter (8 325 yards). Par är 73.
Oaks Course har också 18 hål och är 6 369 meter (6 965 yards), där par är 72.

## Historik
Golfklubben grundades 1899 som Runaway Brook Golf Club, när en allmän golfbana på nio hål anlades. År 1953 köptes golfklubben av Albert Suprenant och två år senare anlades Pines Course och var då världens längsta golfbana med totalt 7 352 meter (8 040 yards). Golfbanan designades av Geoffrey Cornish med hjälp av Francis Ouimet, Paul Harney och Suprenant. År 1961 såldes golfklubben till telekommunikationsföretaget International Telephone and Telegraph (ITT) och blev en privat golfklubb, som användes mest av ITT själva. Sex år senare bytte golfklubben namn till The International Club. År 1972 förlängde man Pine Course till totalt 7 612 meter, den var fortsatt längst i världen. År 1996 blev golfklubben såld till hotelloperatören Starwood Hotels & Resorts, bara tre år senare köpte Sheratons VD Dan Weadock och dennes fru Florence Weadock The International. År 2001 anlades Oaks Course, designad av Tom Fazio. I maj 2020 ansökte golfklubben om konkursskydd medan i februari 2021 såldes den till golfbaneägaren Escalante Golf. Samma år blev Oaks Course omdesignad.
The International stod som värd för den fjärde deltävlingen för Liv Golf Invitational Series 2022, som är första säsongen av Liv Golf.